# Noshaq
El Noshaq o Nowshak, amb 7.492 m, és la muntanya més alta de l'Afganistan i la segona més elevada de l'Hindu Kush després del Tirich Mir (7.708 m). El Nowshak està situat al nord-est del país, tot seguint la línia Durand que delimita la frontera amb el Pakistan.
El primer ascens de la muntanya es produí el 1960, realitzada per Toshiaki Sakai i Goro Iwatsuboa, membres d'una expedició japonesa. Van realitzar la seva ascensió per l'aresta sud-oest a partir de la glacera de Qadzi Deh. Actualment, la via normal segueix l'aresta oest.
El primer ascens hivernal es produí el 1973, per Tadeusz Piotrowski i Andrzej Zawada, membres d'una expedició polonesa, per la cara nord. Fou la primera ascensió hivernal d'un cim de més de 7.000 m.